# Пучков, Константин Викторович
Константин Викторович Пучко́в (род. 1965) — российский хирург, доктор медицинских наук, профессор. Основатель научно-практической школы лапароскопических хирургов, подготовивший более 400 учеников в 20 странах мира. Автор более 600 научных публикаций, 13 монографий и технологий лапароскопических операций, защищённых 18 авторскими свидетельствами и патентами на изобретения, соавтор специализированных компьютерных программ.

## Биография
Родился в 1965 году в г.Луховицы Московской области. Окончил Рязанский медицинский институт в 1988 году. В 1992 году защитил кандидатскую диссертацию по теме «Влияние низкоинтенсивного лазерного излучения на регионарную гемодинамику тонкой кишки у больных с острой кишечной непроходимостью». Работал в Рязанской областной больнице, на базе которой в 1995 году создал отделение лапароскопической хирургии и гинекологии, которым руководил по 2002 год. В 1997 году защитил докторскую диссертацию по теме «Лапароскопические методы оперативных вмешательств в абдоминальной хирургии». В 2001 году решением Министерства образования Российской Федерации присвоено учёное звание профессора. В 2006 году Пучков разработал и запатентовал бескровный лапароскопический метод органосохраняющей миомэктомии[значимость факта?].
В 2006 году, по результатам практической деятельности, Ассоциацией эндоскопических хирургов России признан лучшим лапароскопическим хирургом России и удостоен Почётного знака «Золотой лапароскоп». В 2011 году за выдающийся вклад в развитие лапароскопической гинекологии был удостоен Почётным знаком «Золотая звезда», премией им. А. П. Чехова «За высокие профессиональные достижения и верность долгу врача». В 2016 году награждён почётным орденом «Честь и Слава Великой России» за заслуги перед Отечеством[уточнить].
В ноябре 2016 года На рейсе Москва-Екатеринбург вместе с коллегой оказал неотложную помощь пассажиру с сердечным приступом, чем спас пассажиру жизнь.

## Клиническая деятельность
С 1993 года занимается лапароскопической хирургией (желчнокаменная болезнь, грыжа пищеводного отверстия диафрагмы, заболевания селезёнки, опухоли и кисты надпочечников, паховая, пупочная и послеоперационная грыжа, колоректальный рак, урологией (опущение и киста почки, рак почки) и гинекологией (множественные миомы матки, эндометриоз и эндометриодные поражения внутренних органов, бесплодие, киста яичника, опущение и выпадение матки), колопроктологией (выпадение и опущение прямой кишки, пресакральные кисты), онкологией (рак матки, рак яичника, рак почки, рак ободочной и прямой кишки). Провёл более 24 000 лапароскопических операций в России и Европе.
Разработал и внедрил оригинальные авторские методики:
- способ лапароскопической миомэктомии с временной окклюзией маточных артерий[9][неавторитетный источник];
- методика ушивания матки нитью V-Loc, позволяющая получить крепкий послеоперационный рубец;
- лапароскопическая резекция прямой кишки и заднего свода влагалища с вагинальной ассистенцией при ретроцервикальном эндометриозе 4 степени — позволяет сохранить ампулу прямой кишки;
- гемостаз ложа яичника без коагуляции при эндометриоидных кистах яичника с сохранением овуляторного запаса;
- лапароскопическая промонтофиксация при генитальном пролапсе, позволяющая и избежать целого ряда осложнений со стороны сетчатого инмпланта;
- лапароскопическая порциальная резекция опухолей и кист надпочечников, позволяющая сохранить орган;
- способ лапароскопической нефропексии при опущении почки[10][неавторитетный источник];
- лапароскопическая резекция селезёнки, позволяющая сохранить орган;
- трансвагинальная и однопортовая холецистэктомия, позволяющая без разрезов удалить желчный пузырь;
- лапароскопическая фундопликация грыжи пищеводного отверстия диафрагмы, позволяющая сохранить естественные функции нижнего пищеводного сфинктера;
- лапароскопическая кардиомиотомия при ахалазии кардии;
- лапароскопическая герниопластика послеоперационных грыж передней брюшной стенки, позволяющая без разреза ликвидировать большие и сложные формы болезни;
- лапароскопическая герниопластика паховых грыж одновременно с двух сторон;
- лапаросокпическая пангистеэктомия с лимфаденэктомией и резекцией большого сальника при раке матки и яичников;
- лапаросокпическая тотальная мезоректумэктмия при раке прямой кишки;
- лапароскопическая резекция почки — сохранение органа и лапароскопическая радикальная нефрэктомия с лимфаденэктомией при более высокой стадии болезни;
- все вышеперечисленные операции за один приём в различной комбинации, что позволяет за одну госпитализацию, один наркоз, одно лапароскопическое вмешательство скорректировать сразу несколько заболеваний.

Первым провел лапароскопические операции по поводу ретроцервикального эндометриоза 4й стадии, экстирпацию матки с гемиколэктомией, тотальную колопроктэктомию через один прокол, трансвагинальную холецистэктомию по технологии N.O.T.E.S. без разреза на передней брюшной стенке и послеоперационных рубцов.

## Преподавательская деятельность
C 1993 года совмещал работу в клиническом отделении и работу ассистента кафедры факультетской хирургии РязГМУ. В 2001 году был выбран на должность профессора кафедры хирургии ФПДО ММА им. Сеченова. Затем был выбран руководителем курса эндохирургии на кафедре ФПДО Рязанского медицинского университета. В 2001 году решением Министерства образования Российской Федерации получил звание профессора. Под руководством Пучкова в России сформировалась научная школа, направленная на развитие новых технологий в хирургии и повышение качества жизни пациентов, ведутся исследования в 9 научных направлениях, защищено 19 кандидатских и 3 докторских диссертации. Пучков автор более 600 научных публикаций в российской и зарубежной печати, 10 монографий и 18 авторских изобретений, участвовал в разработке 8 компьютерных программ для лапароскопической хирургии и гинекологии, хирургической гастроэнтерологии, торакальной хирургии, проктологии и урологии, патофизиологии хирургического стресса, организации здравоохранения.
Является преподавателем ежегодной «Российской Школы по эндоскопической и оперативной урологии», «Российской Школы по эндоскопической и оперативной гинекологии» и «Российской школы по колопроктологии». Неоднократно приглашался для выполнения показательных операций с видеотрансляцией в зал конференции. В 2011 году лапароскопическая операция по удалению грыжи пищевода, проводимая Пучковым, транслировалась онлайн в рамках 22-й Конференции по хирургии пищеварительного аппарата: зрителями стали 5 тысяч хирургов в зале в Риме и 15 тысяч специалистов по миру.
В 1999 году организовал курс эндохирургии на базе кафедры хирургии ФПДО Рязанского Государственного медицинского Университета, где прошли стажировку более 500 врачей из разных регионов России. На Всероссийском съезде хирургов база курса эндохирургии «Рязанский Областной центр эндохирургии» был признан лучшим эндохирургическим отделением России. Создатель и первый главный редактор научно-практического издания Московский хирургический журнал, который 19.02.2010 г. вошёл в рекомендуемый ВАКом перечень рецензируемых журналов.

## Основные печатные работы
1. Пучков К. В., Филимонов В. Б. Грыжи пищеводного отверстия диафрагмы: монография. — М.: МЕДПРАКТИКА, 2003. — 172 с.[15]
2. Пучков К. В., Родиченко Д. С. Ручной шов в эндоскопической хирургии: монография. — М.: МЕДПРАКТИКА, 2004. — 140 с.[16]
3. Пучков К. В.. Эндовидеохирургические вмешательства на селезёнке: избран. лекции по эндовидеохирургии / под ред. В. Д. Федорова. — СПб.: ООО "Фирма «КОСТА», 2004. — 216 с.
4. Пучков К. В., Иванов В. В. и др. Технология дозированного лигирующего электротермического воздействия на этапах лапароскопических операций: монография. — М.: ИД МЕДПРАКТИКА, 2005. — 176 с.
5. Пучков К. В., Политова А. К. Лапароскопические операции в гинекологии: монография. — М.: МЕДПРАКТИКА, 2005. — 212 с.
6. Пучков К. В., Хубезов Д. А. Малоинвазивная хирургия толстой кишки: руководство для врачей. — М.: Медицина, 2005. — 280 с.
7. Пучков К. В., Баков В. С., Иванов В. В. Симультанные лапароскопические оперативные вмешательства в хирургии и гинекологии: Монография. — М.: ИД МЕДПРАКТИКА, 2005. — 168 с.
8. К. В. Пучков, В. В. Иванов, И. А. Лапкина. Аномальные маточные кровотечения: монография. — М. — Тверь: ООО "Издательство «Триада», 2007. — 200 с.
9. Пучков К. В., Иванов В. В., Поддубный И. В., Толстов К. Н. Лапароскопическая спленэктомия: хирургическая тактика и технические аспекты: монография. — М.: ИД МЕДПРАКТИКА — М. — 2007. — 88 с.
10. Пучков К. В., Филимонов В. Б., Крапивин А. А. Лапароскопическая хирургия рака почки: монография. — М.: ИД МЕДПРАКТИКА — М. — 2008. — 164 с.
11. Пучков К. В., Хубезов Д. А., Пучков Д. К., Родимов С. В. Миниинвазивные лапароскопические методики лечения заболеваний желчного пузыря: учебное пособие для врачей-хирургов // ГБОУ ВПО РязГМУ Минздрава России. — Рязань: РИО РязГМУ, 2015. — 115 с.
12. Пучков К. В., Пучков Д. К. Хирургия желчнокаменной болезни: лапароскопия, минилапароскопия, единый порт, трансанальный доступ, симультанные операции. -М.:ИД «МЕДПРАКТИКА-М», 2017, 312 с.
13. Пучков К. В., Шихирман Э. В. Хирургическое лечение Хирургическое лечение ожирения: Монография. — М.: Издательство Панфилова, 2017. — 134 с.
14. Пучков К. В., Пучков Д. К. ХИРУРГИЯ ЖЕЛЧНОКАМЕННОЙ БОЛЕЗНИ: лапароскопия, минилапароскопия, единый порт, трансанальный доступ, симультанные операции.-М.:ИД «МЕДПРАКТИКА-М», 2017, 312 с.
15. Пучков К. В. Как стать успешным хирургом и оставаться им всю жизнь: научно-популярное издание. — Москва: КНОРУС, 2019., — 208 с.[17]

## Основные награды и премии
- Почётный знак Общества эндоскопических хирургов России «Золотой Лапароскоп» за заслуги в практике эндохирургии.
- Нагрудный знак Ордена Святителя Николая Чудотворца «За заслуги в благотворительности»,
- Премия им. А. П. Чехова «За высокие профессиональные достижения и верность долгу врача»,
- Почётный знак «Золотая звезда» Общества акушеров-гинекологов Санкт-Петербурга за большой вклад в развитие оперативной гинекологии и эндоскопии в России.
- Почётный диплом Общества акушеров-гинекологов Санкт-Петербурга и северо-западного региона РФ, НИИ акушерства и гинекологии им. Д. О. Отта — за большой вклад в развитие оперативной гинекологии и эндоскопии в России,
- Орден «Честь и Слава Великой России»[18] за заслуги и значительные достижения в области науки, образования, здравоохранения и в развитии инновационных технологий.